# Jason Vandelannoite
Jason Vandelannoite [uitspraak: 'dʒeːsən 'vɑndəlɑnwɑt] (Ardooie, 6 november 1986) is een Belgisch voetballer die speelt als verdediger.

## Clubcarrière

### Club Brugge
Vandelannoite begon zijn carrière bij Club Brugge, de ploeg waarvan hij sinds 1994 lid was (Club haalde hem toen weg bij SV Waregem). In 2005 werd hij er opgenomen in de A-kern. Zijn competitiedebuut maakte hij op 18 september van datzelfde jaar, tegen SK Beveren. Op 19 mei 2005 werd hij voor de eerste maal opgeroepen voor de Belgische nationale ploeg. 
Vandelannoite kwam meerdere malen in opspraak omdat hij een te liederlijk leven zou leiden. In april 2007 werd hij daarom samen met Jonathan Blondel disciplinair geschorst door de club. Op 28 mei 2007 werd bekendgemaakt dat Vandelannoittes contract bij Club in onderling onderleg ontbonden werd. De officiële reden was zijn "sportieve situatie (...) nadat de technische staf de samenstelling van de A-kern voor het seizoen 2007-2008 finaliseerde".

### Latere carrière
In het seizoen 2007-2008 kwam hij uit voor het Turkse Bursaspor. Het avontuur in Turkije viel niet echt mee en in de zomer van 2008 keerde Vandelannoite terug naar België, namelijk Tubeke. Sportief gaat het goed, maar naast het veld komt hij opnieuw in opspraak. In maart 2010 wordt hij ontslagen bij Tubeke omwille van "extrasportieve" redenen.
Vandelannoite sloot zich na zijn ontslag bij Sheffield United aan waar hij werd opgenomen in het reserveteam. In augustus van dat jaar verhuisde hij naar Malta waar hij tekende bij Qormi FC. In november 2011 verliet hij transfervrij de club en vanaf januari 2012 voetbalde hij bij een andere club uit Malta, Hibernians FC. Van oktober 2012 tot de zomer van 2014 speelde hij voor Valletta FC.
Hij speelde daarna 1 jaar bij CS Universitatea Craiova in Roemenie en ging ten slotte terug naar Belgie bij KRC Gent-Zeehaven.

## Statistieken
| seizoen | club                     | land     | competitie     | wed. | goals |
| ------- | ------------------------ | -------- | -------------- | ---- | ----- |
| 2005/06 | Club Brugge              | België   | Eerste Klasse  | 15   | 0     |
| 2006/07 | Club Brugge              | België   | Eerste Klasse  | 11   | 0     |
| 2007/08 | Bursaspor                | Turkije  | Süper Lig      | 8    | 0     |
| 2008/09 | AFC Tubize               | België   | Eerste klasse  | 28   | 0     |
| 2009-10 | AFC Tubize               | België   | Tweede klasse  | 24   | 0     |
| 2010-11 | Qormi FC                 | Malta    | Premier League | 20   | 1     |
| 2011-12 | Qormi FC                 | Malta    | Premier League | 0    | 0     |
| 2011-12 | Hibernians FC            | Malta    | Premier League | 17   | 2     |
| 2012-13 | Hibernians FC            | Malta    | Premier League | 2    | 0     |
| 2012-13 | Valletta FC              | Malta    | Premier League | 15   | 1     |
| 2013-14 | CS Universitatea Craiova | Roemenië | Liga 1         | 29   | 0     |
| 2014-15 | KRC Gent-Zeehaven        | België   | Derde klasse   | 0    | 0     |
| 2020-21 | KFC Sparta-petegem       | België   | 2de amateur    |      |       |